# Województwo krakowskie (II Rzeczpospolita)

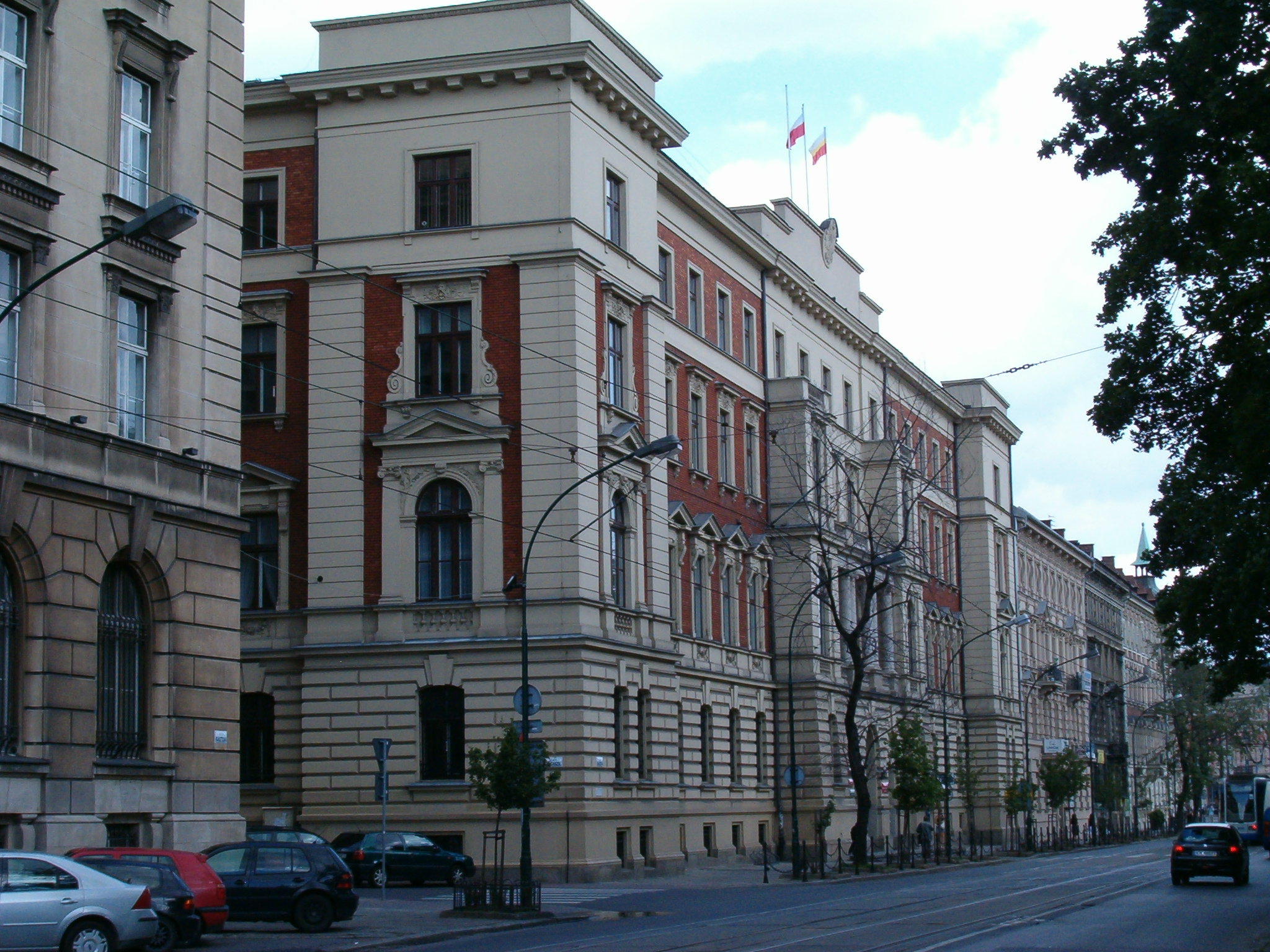
Urząd Wojewódzki Krakowski w Krakowie – widok współczesny (2007)

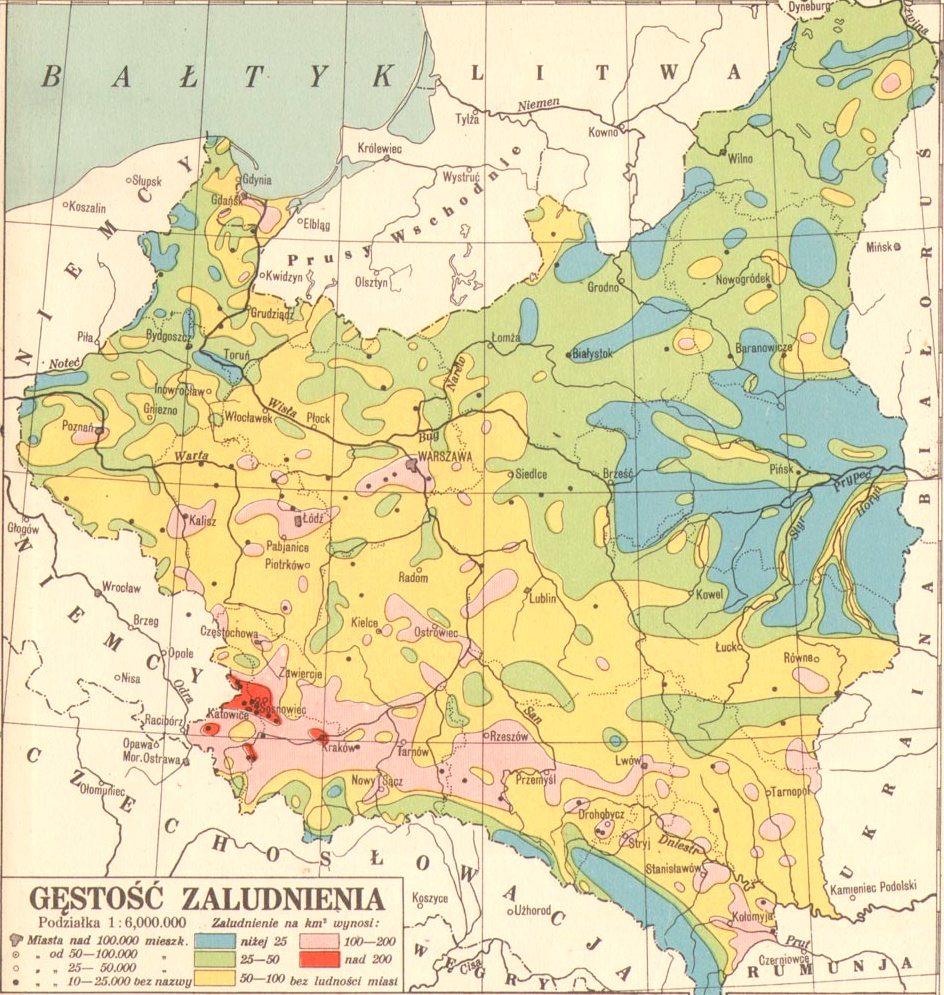
Polska, gęstość zaludnienia, 1931

Województwo krakowskie – województwo II Rzeczypospolitej utworzone ustawą 23 grudnia 1920 (zaczęło funkcjonować 1 września 1921) ze stolicą w Krakowie. Innymi głównymi miastami województwa były Tarnów, Nowy Sącz, Jaworzno, Oświęcim, Chrzanów, Bochnia i Jasło.
W wyniku reformy administracyjnej kraju 1 kwietnia 1932 r. zlikwidowano 5 uprzednio istniejących powiatów woj. krakowskiego: grybowski, makowski, oświęcimski, pilzneński i wielicki. Liczbę powiatów ustalono na 18 (17 ziemskich i 1 grodzki). Na terenie województwa były 54 miasta. 1 listopada 1938 r. do województwa krakowskiego (pow. nowotarski) przyłączono fragmenty Spiszu i Orawy o powierzchni 180 km². Po napaści Niemiec i aneksji zachodniej części województwa do Rzeszy (powiaty bialski, żywiecki i większa część pow. chrzanowskiego i wadowickiego), w ramach Generalnego Gubernatorstwa powstał dystrykt krakowski, w którym działała administracja podziemna.

## Podział administracyjny
Powierzchnia powiatów według stanu na 1939 r., w przypadku wcześniejszego zniesienia lub zmiany przynależności wojewódzkiej powiatu na ostatni rok istnienia w ramach danego województwa. Liczba ludności na podstawie spisu powszechnego z 1931 r., w przypadku powiatów zniesionych lub przeniesionych przed tą datą, dane ze spisu powszechnego z 1921 r.
| Powiat                                | Powierzchnia (km²) | Liczba mieszkańców | Siedziba (liczba mieszkańców) |
| ------------------------------------- | ------------------ | ------------------ | ----------------------------- |
| bialski                               | 635                | 139 100            | Biała (22 891)                |
| bocheński                             | 877                | 113 800            | Bochnia (12 274)              |
| brzeski                               | 849                | 102 200            | Brzesko (3672)                |
| chrzanowski                           | 722                | 138 100            | Chrzanów (17 833)             |
| dąbrowski                             | 650                | 66 700             | Dąbrowa (6017)                |
| dębicki (od 1937)                     | 1141               | 110 900            | Dębica (9276)                 |
| gorlicki                              | 1082               | 104 800            | Gorlice (6730)                |
| grybowski (do 1932)                   | 585                | 51 932             | Grybów (3311)                 |
| jasielski                             | 1055               | 116 100            | Jasło (10 112)                |
| krakowski                             | 884                | 187 500            | Kraków (221 260)              |
| Kraków                                | 48                 | 221 260            | Kraków (221 260)              |
| limanowski                            | 944                | 87 300             | Limanowa (2542)               |
| makowski (od 1924 do 1932)            | 823                | 67 378             | Maków (4111)                  |
| mielecki                              | 901                | 77 500             | Mielec (7057)                 |
| myślenicki                            | 988                | 102 700            | Myślenice (6277)              |
| nowosądecki                           | 1572               | 183 900            | Nowy Sącz (30 278)            |
| nowotarski                            | 2069               | 131 800            | Nowy Targ (10 406)            |
| oświęcimski (do 1932)                 | 314                | ?                  | Oświęcim (11 949)             |
| pilzneński (lub pilzneński) (do 1932) | 573                | 47 355             | Pilzno (3671)                 |
| podgórski (do 1923)                   | 221                | 39 937             | Podgórze (24 676)             |
| ropczycki (do 1937)                   | 1141               | 110 700            | Ropczyce (3382)               |
| spisko-orawski (do 1925)              | 583                | 22 684             | Nowy Targ (8071)              |
| tarnowski                             | 881                | 142 400            | Tarnów (45 235)               |
| wadowicki                             | 1109               | 145 100            | Wadowice (8400)               |
| wielicki (do 1932)                    | 458                | 68 084             | Wieliczka (9872)              |
| żywiecki                              | 1153               | 130 900            | Żywiec (6571)                 |

## Ludność
W 1921 roku w województwie mieszkało 1 992 810 osób.
Podział ludności według narodowości:
- Polacy 1 853 654 (93%)
- Żydzi 76 861 (3,9%)
- Ukraińcy 49 896 (2,5%)
- Niemcy 9 295 (0,47%)

Podział ludności ze względu na wyznanie:
- rzymskokatolickie 1 779 889 (89,3%)
- mojżeszowe 152 926 (7,7%)
- greckokatolickie 52 864 (2,7%)
- ewangelickie 5 708 (0,3%)

### Struktura demograficzna (1931)[3]
Liczba ludności (dane z 9 grudnia 1931):
|        | Ogółem    | Ogółem | Kobiety   | Kobiety | Mężczyźni | Mężczyźni |
| osób   | %         | osób   | %         | osób    | %         |           |
| ------ | --------- | ------ | --------- | ------- | --------- | --------- |
| Ogółem | 2 297 802 | 100    | 1 197 372 | 52,11   | 1 100 430 | 47,89     |
| Miasto | 579 549   | 25,22  | 311 464   | 13,55   | 268 085   | 11,67     |
| Wieś   | 1 718 253 | 74,78  | 885 908   | 38,55   | 832 345   | 36,22     |

▶Wieś vs ▶miasto
Ogółem (▶k, ▶m)
Miasto (▶k, ▶m)
Wieś (▶k, ▶m)

## Wojewodowie krakowscy
- Kazimierz Gałecki 1 września 1921 – 19 grudnia 1923
- Władysław Kowalikowski 8 marca 1924 – 7 czerwca 1926 (p.o. wojewody od 16 listopada 1923)
- Ludwik Darowski 1 lipca 1926 – 31 grudnia 1928
- Mikołaj Kwaśniewski 1 stycznia 1929 – 25 czerwca 1935
- Władysław Raczkiewicz 10 sierpnia 1935 – 13 października 1935
- Kazimierz Świtalski 3 grudnia 1935 – 20 kwietnia 1936
- Michał Gnoiński 22 kwietnia 1936 – 8 września 1937
- Józef Tymiński 9 września 1937 – wrzesień 1939
- Jan Jakóbiec 1941–1945 (jako okręgowy delegat rządu)

## Miasta i miasteczka

### Synteza
W latach międzywojennych istniały trzy rodzaje jednostek osadniczych o charakterze topograficznie miejskim miasto, miasteczko i osada miejska. Na terenie woj. krakowskiego występowały dwie formy (miasta i miasteczka).
Określenie miasto miało w latach międzywojennych trojakie znaczenie. Mogło odnosić się wyłącznie do charakteru prawnego miejscowości (a więc typu jednostki administracyjnej), co nie znaczyło automatycznie że „miasto administracyjne” faktycznie posiadało prawa miejskie. Podstawą zaliczenia danej miejscowości do grupy miast było tzw. kryterium administracyjne, jako najwięcej odpowiadające rozwojowi stosunków i życia. Mimo że większość miast prawnych prawa miejskie posiadała, wiele z nich miało zaledwie prawa miasteczka a niektóre miasta (np. Krynica, Krzeszowice, Szczakowa i Zakopane) były wręcz wsiami. 
Odwrotnie wiele miasteczek - a więc faktycznie posiadających prawa miasteczka a nawet prawa miejskie (np. Osiek czy Lanckorona) – były gminami wiejskimi (chodzi tu o gminy jednostkowe sprzed komasacji w gminy zbiorowe w 1934 roku). Jednostki te w ogólnych publikacjach nie są zaliczane do miast (a więc nie wpływają na liczbę miast województwa), co jednak lekceważy fakt posiadania praw miasteczka (poniższa tabela je uwzględnia z zachowaną dystynkcją).
Wreszcie, niektóre miejscowości posiadały w nazwie wyraz Miasto - pisany wielką literą - mimo braku praw miejskich (np. Narajów Miasto). Wyraz ten stanowił integralną część nazwy miejscowości (choć nie przesądzał bynajmniej jej charakteru topograficznego) aby odróżnić ją od innej (topograficznie wiejskiej) miejscowości o identycznej nazwie w tej samej okolicy (np. Narajów-Wieś).
Miasta prawne galicyjskie (województwa krakowskie, lwowskie, stanisławowskie i tarnopolskie) należały do trzech kategorii:
- miasta o własnym statucie
  - do kategorii tej należały tylko Lwów[11] i Kraków[12]
- miasta rządzące się ustawą z 13 marca 1889 roku[13]
  - miasta należące do tej kategorii posiadały wszystkie przywileje miast (prawa miejskie), z wyjątkiem miasteczka Buczacz
- miasta rządzące się ustawą z 3 lipca 1896 roku[14]
  - miasta należące do tej największej kategorii posiadały najczęściej przywileje a) miasteczek, rzadziej b) miast a czasem wyjątkowo (7 miejscowości) niektóre były c) wsiami

13 lipca 1933 roku weszła w życie ustawa o częściowej zmianie ustroju samorządu terytorialnego, stanowiąca znoszenie miast o liczbie mieszkańców niższej niż 3000 w drodze rozporządzeń Rady Ministrów, a większych miast w drodze ustawodawczej. Ustawa z 3 lipca 1896 roku przestała obowiązywać w ciągu roku od wejścia w życie ustawy (czyli do lipca 1934) przez co miasta i miasteczka rządzące się ustawą z 1896 roku i liczące powyżej 3000 mieszkańców zostały automatycznie podniesione do rangi miast objętych ustawą z 1889 roku. Tak więc 31 miast/miasteczek rządzących się ustawą z 1896 roku i liczących w 1933 roku mniej niż 3000 mieszkańców, a także 8 (9) gmin miejskich będących wsiami (niezależnie od liczby ludności) zostałyby według nowego prawa przekształcone w gminy wiejskie. Jednakże indywidualnymi rozporządzeniami za miasta uznano 20 mniejszych miast oraz wszystkie wsie stanowiące gminy miejskie. Równocześnie do rzędu miast podniesiono także trzy dotychczasowe gminy wiejskie. Na mocy ustawy z 1933 łącznie 12 miejscowości (w tym jedna wieś) utraciło status gmin miejskich.
W poniższej tabeli umieszczono wszystkie miasta i miasteczka województwa krakowskiego obu typów z podziałem na charakter prawny (rodzaj jednostki administracyjnej) i przywileje (prawa miejskie/miasteczka) wraz z uwzględnieniem ustawy, którą miasta się rządziły. W późniejszych latach część najmniejszych miast status miejski utraciła; w wykazie oznaczono (►) miasta, które w 1937 roku były już wsiami.

### Wykaz
Stan ludności: na 30 września 1921 roku (niezależnie od statusu jednostki w 1921 roku)

Główne źródło: Skorowidz miejscowości Rzeczypospolitej Polskiej - Tom XII - Województwo Krakowskie i Śląsk Cieszyński, Główny Urząd Statystyczny Rzeczypospolitej Polskiej, Warszawa 1925

Źródła uzupełniające: Dzienniki Ustaw, przedstawione w przypisach
| Herb | Miejscowość           | Charakter prawny  | Ustawa | Przywileje | Powiat        | Okręg sądowy   | Liczba mieszk. |
| ---- | --------------------- | ----------------- | ------ | ---------- | ------------- | -------------- | -------------- |
|      | Alwernia              | Gmina wiejska     | –      | Miasteczko | chrzanowski   | Krzeszowice    | 421            |
|      | Andrychów             | Miasto            | 1896   | Miasteczko | wadowicki     | Andrychów      | 4171           |
|      | Biała                 | Miasto            | 1889   | Miasto     | bialski       | Biała          | 7746           |
|      | Biecz                 | Miasto            | 1896   | Miasto     | gorlicki      | Biecz          | 3673           |
|      | Bobowa                | Gmina wiejska     | –      | Miasteczko | grybowski     | Ciężkowice     | 1422           |
|      | Bochnia               | Miasto            | 1889   | Miasto     | bocheński     | Bochnia        | 11014          |
|      | Brzesko               | Miasto            | 1896   | Miasteczko | brzeski       | Brzesko        | 3144           |
|      | Brzostek              | Miasto ►          | 1896   | Miasto     | pilzneński    | Brzostek       | 1303           |
|      | Chrzanów              | Miasto            | 1896   | Miasteczko | chrzanowski   | Chrzanów       | 11392          |
|      | Ciężkowice            | Miasto ►          | 1896   | Miasto     | grybowski     | Ciężkowice     | 1934           |
|      | Czarny Dunajec        | Gmina wiejska (►) | –      | Wieś       | nowotarski    | Czarny Dunajec | 2399           |
|      | Czchów                | Gmina wiejska     | –      | Miasteczko | brzeski       | Brzesko        | 1541           |
|      | Dąbrowa               | Miasto            | 1896   | Miasteczko | dąbrowski     | Dąbrowa        | 2660           |
|      | Dębica                | Miasto            | 1896   | Miasto     | ropczycki     | Dębica         | 3922           |
|      | Dębowiec              | Gmina wiejska     | –      | Miasteczko | jasielski     | Jasło          | 1357           |
|      | Dobczyce              | Miasto            | 1896   | Miasto     | wielicki      | Dobczyce       | 2920           |
|      | Gorlice               | Miasto            | 1889   | Miasto     | gorlicki      | Gorlice        | 5611           |
|      | Grybów                | Miasto            | 1896   | Miasto     | grybowski     | Grybów         | 2931           |
|      | Jasło                 | Miasto            | 1889   | Miasto     | jasielski     | Jasło          | 10391          |
|      | Jaworzno              | Miasto            | 1896   | Miasteczko | chrzanowski   | Jaworzno       | 15932          |
|      | Jodłowa               | Gmina wiejska     | –      | Miasteczko | pilzneński    | Brzostek       | 3878           |
|      | Jordanów              | Miasto            | 1896   | Miasto     | myślenicki    | Jordanów       | 1486           |
|      | Kalwaria Zebrzydowska | Miasto            | 1896   | Miasteczko | wadowicki     | Kalwaria       | 1692           |
|      | Kęty                  | Miasto            | 1896   | Miasto     | bialski       | Kęty           | 5751           |
|      | Kołaczyce             | Gmina wiejska     | –      | Miasteczko | jasielski     | Jasło          | 1348           |
|      | Kraków                | Miasto            | Statut | Miasto     | miasto Kraków | Kraków         | 183706         |
|      | Krościenko            | Gmina wiejska     | –      | Miasteczko | nowotarski    | Krościenko     | 1849           |
|      | Krynica-Zdrój         | Miasto            | 1896   | Wieś       | nowosądecki   | Muszyna        | 2341           |
|      | Krzeszowice           | Gmina wiejska     | –      | Wieś       | chrzanowski   | Krzeszowice    | 2399           |
|      | Lanckorona            | Gmina wiejska (►) | –      | Miasto     | wadowicki     | Kalwaria       | 1001           |
|      | Limanowa              | Miasto            | 1896   | Miasteczko | limanowski    | Limanowa       | 2143           |
|      | Lipnica Murowana      | Gmina wiejska     | –      | Miasteczko | bocheński     | Wiśnicz        | 757            |
|      | Maków                 | Miasto            | 1896   | Miasteczko | myślenicki    | Maków          | 3226           |
|      | Mielec                | Miasto            | 1896   | Miasteczko | mielecki      | Mielec         | 5599           |
|      | Milówka               | Gmina wiejska     | –      | Miasteczko | żywiecki      | Milówka        | 2585           |
|      | Muszyna               | Miasto            | 1896   | Miasteczko | nowosądecki   | Muszyna        | 2516           |
|      | Myślenice             | Miasto            | 1896   | Miasto     | myślenicki    | Myślenice      | 3134           |
|      | Niepołomice           | Miasto            | 1896   | Miasteczko | bocheński     | Niepołomice    | 4071           |
|      | Nowy Sącz             | Miasto            | 1889   | Miasto     | nowosądecki   | Nowy Sącz      | 26280          |
|      | Nowy Targ             | Miasto            | 1896   | Miasto     | nowotarski    | Nowy Targ      | 8071           |
|      | Osiek                 | Gmina wiejska     | –      | Miasto     | jasielski     | Żmigród        | 813            |
|      | Oświęcim              | Miasto            | 1896   | Miasto     | oświęcimski   | Oświęcim       | 12187          |
|      | Pilzno                | Miasto            | 1896   | Miasto     | pilzneński    | Pilzno         | 3546           |
|      | Piwniczna             | Miasto            | 1896   | Miasteczko | nowosądecki   | Stary Sącz     | 3632           |
|      | Przecław              | Gmina wiejska     | –      | Miasteczko | mielecki      | Mielec         | 816            |
|      | Radomyśl Wielki       | Miasto            | 1896   | Miasteczko | mielecki      | Mielec         | 2468           |
|      | Ropczyce              | Miasto            | 1896   | Miasto     | ropczycki     | Ropczyce       | 3002           |
|      | Ryglice               | Gmina wiejska     | –      | Miasteczko | tarnowski     | Tuchów         | 1256           |
|      | Rzochów               | Gmina wiejska     | –      | Miasteczko | mielecki      | Mielec         | 546            |
|      | Sędziszów             | Miasto            | 1896   | Miasteczko | ropczycki     | Ropczyce       | 1935           |
|      | Skawina               | Miasto            | 1896   | Miasto     | podgórski     | Skawina        | 2444           |
|      | Stary Sącz            | Miasto            | 1896   | Miasteczko | nowosądecki   | Stary Sącz     | 4770           |
|      | Sucha                 | Miasto            | 1896   | Miasteczko | żywiecki      | Sucha          | 5151           |
|      | Szczakowa             | Miasto            | 1896   | Wieś       | chrzanowski   | Jaworzno       | 3723           |
|      | Szczucin              | Gmina wiejska     | –      | Miasteczko | dąbrowski     | Dąbrowa        | 1358           |
|      | Tarnów                | Miasto            | 1889   | Miasto     | tarnowski     | Tarnów         | 35347          |
|      | Trzebinia M-ko        | Gmina wiejska     | –      | Miasteczko | chrzanowski   | Chrzanów       | 1317           |
|      | Tuchów                | Miasto            | 1896   | Miasteczko | tarnowski     | Tuchów         | 2443           |
|      | Tylicz                | Gmina wiejska     | –      | Miasteczko | nowosądecki   | Muszyna        | 1255           |
|      | Tymbark               | Gmina wiejska     | –      | Miasteczko | limanowski    | Limanowa       | 735            |
|      | Uście Ruskie          | Gmina wiejska     | –      | Miasteczko | gorlicki      | Gorlice        | 870            |
|      | Uście Solne           | Miasto ►          | 1896   | Miasteczko | bocheński     | Bochnia        | 1346           |
|      | Wadowice              | Miasto            | 1889   | Miasto     | wadowicki     | Wadowice       | 6862           |
|      | Wieliczka             | Miasto            | 1889   | Miasto     | wielicki      | Wieliczka      | 7235           |
|      | Wielopole             | Gmina wiejska     | –      | Miasteczko | ropczycki     | Ropczyce       | 1005           |
|      | Wilamowice            | Miasto            | 1896   | Miasteczko | bialski       | Kęty           | 1774           |
|      | Wiśnicz Nowy          | Miasto ►          | 1896   | Miasteczko | bocheński     | Wiśnicz        | 2691           |
|      | Wojnicz               | Miasto ►          | 1896   | Miasteczko | brzeski       | Wojnicz        | 1910           |
|      | Zakliczyn             | Gmina wiejska     | –      | Miasteczko | brzeski       | Zakliczyn      | 1167           |
|      | Zakopane              | Miasto            | 1896   | Wieś       | nowotarski    | Nowy Targ      | 8808           |
|      | Zator                 | Miasto            | 1896   | Miasto     | oświęcimski   | Zator          | 1995           |
|      | Zbyszyce              | Gmina wiejska     | –      | Miasteczko | nowosądecki   | Nowy Sącz      | 469            |
|      | Żabno                 | Miasto            | 1896   | Miasteczko | dąbrowski     | Żabno          | 1228           |
|      | Żmigród               | Gmina wiejska     | –      | Miasteczko | jasielski     | Żmigród        | 1959           |
|      | Żywiec                | Miasto            | 1896   | Miasto     | żywiecki      | Żywiec         | 5320           |